# Esploratori della grande taiga
Esploratori della grande taiga (Злой дух Ямбуя) è un film del 1977 diretto da Boris Alekseevič Buneev.

## Trama
I primi anni del dopoguerra. Nelle foreste della taiga della Siberia orientale sono in corso studi geodetici. Al campo, le spedizioni si preparano a tornare alla base. Un radiogramma dal quartier generale secondo cui un osservatore era scomparso senza lasciare traccia sullo Yambui Loach ci ha costretti a cambiare i nostri piani.